# マルハール・ラーオ・ガーイクワード
マルハール・ラーオ・ガーイクワード（Malhar Rao Gaekwad, 1831年 - 1882年）は、西インドのグジャラート地方、ガーイクワード家の当主およびヴァドーダラー藩王国の君主（在位：1870年 - 1875年）。

## 生涯
1831年、サヤージー・ラーオ・ガーイクワード2世の六男として生まれた。
1870年11月28日、兄のカンデー・ラーオ・ガーイクワードが死亡し、マルハール・ラーオが当主位および藩王位を継承した
しかし、1875年1月13日にマルハール・ラーオはイギリスの駐在官を毒殺しようとしたとして、同年4月19日に失政と専横を理由として廃位された。同月22日に彼はマドラスへと追放された。
1882年、マルハール・ラーオはマドラスで死亡した。その死に関しては不明瞭で、月日すらわかっていない。